# 灰太狼
灰太狼，中国国产动画片《喜羊羊與灰太狼》的主要角色，在《羊村守护者》前为反面主角，在《羊村守护者》狼羊和平后变成正面主角；灰太狼是青青草原最早狼王“武大狼”的第250代孙子。別名灰陶郎。灰太狼的妻子是红太狼；灰太狼与红太狼的孩子叫「小灰灰」，他们居住在青青草原一端的狼堡里。在《羊村守护者》狼羊和平前，灰太狼每次与羊的「对决」最终都以失败告终，家里吃不上羊肉也导致灰太狼经常遭受妻子红太狼的打骂，他每次在被羊打败的时候都会说：「我一定会回来的！」，在《羊村守护者》狼羊和平后，灰太狼一家与喜羊羊他们成为了朋友，决定不再吃羊。灰太狼在家时是个好丈夫、好爸爸，对于暴力倾向的老婆红太狼总是抱以忍让的态度，对于自己的儿子也是非常宠爱，有着自己可爱的一面。灰太狼是个发明家，在狼羊和平前就曾经多次制造或改造出各种道具去抓羊，只是都没有取得成功，而在狼羊和平后，灰太狼也经常做一些发明帮助喜羊羊他们。

## 《古古怪界大作战》中的灰太狼
在古古怪界，灰太狼夫妇放出了恶魔黑大帅，被迫成为了黑大帅的手下，受尽了黑太帅的凌辱。却在一次意外中得到了黑大帅的全部能量，成为地底世界的大王。但最终还是被羊羊们打败。

## 《羊羊运动会》中的灰太狼
由于羊羊运动会将会选出成绩最优秀的羊担任族长，灰太狼认为当了族长后，每天都能吃到羊肉，于是想出各种方法要当上族长，他混入羊运会，假扮过黑山羊、机械羊、绵羊营养师等各种角色。吃了不少苦头，闹出不少笑话。最终也未能如愿地吃到羊肉。

## 《羊村守護者》中的灰太狼
灰太狼被剥夺了狼籍且意外使用芯片变成了一只狗，之後他卧底羊族帮助狼将军捉羊，希望藉此恢復為狼。但是，灰太狼的卧底行動卻一次又一次弄巧反拙，反而「協助」了小羊們。
在第28集后小灰灰作為間接原因，促使灰太狼与喜羊羊成为了好朋友，然而，直到第34集，兩者還是不太信任對方，而灰太狼仍間中想着要捉住喜羊羊，向狼將軍戴罪立功。之後，因各種誤會以及其他小羊對灰太狼的不信任，灰太狼跟喜羊羊的關係始終不太好。直到第40集，兩者才正式成為互相信任的好朋友，之後，灰太狼向喜羊羊承諾以後再也不抓羊；而其他小羊亦在「狼族訓練營」中出來後，開始對灰太狼放下戒心，並在第52集正式接納灰太狼成為好朋友。
灰太狼在第57集由狗變回狼，第58集被狼將軍暗算而狼性化后被喜羊羊用狼嚎唤醒，狼羊正式和平。

## 《跨時空救兵》中的灰太狼
小狼人利用小羊把「時空寶石」擊碎，導致各個時空的人物傳送到青青草原，世界將被重置到史前年代。為阻止該危機的發生，眾羊狼聯合把胡亂闖入不同時空的人和物送回所屬的時空，而當中灰太狼的父親黑太狼闖入了現時的青青草原。
灰太狼的父親黑太狼曾為狼族大王，但後來在一次進攻羊村時為了照顧生病的灰太狼，被同族判定臨陣脫逃，自此被趕出了狼族，自此之後便一直和灰太狼過着相依為命嘅生活。灰太狼的父親每天嚴格地訓練灰太狼，直到一天，吃膩了果子的灰太狼吃魚，黑太狼表現得嚴厲，但卻趁灰太狼不注意偷偷地為他捕魚。但黑太狼最終在河邊失足而被河水沖走，下落不明，灰太狼因此自小就沒有父親。

## 《心世界奇遇》中的灰太狼
狼族為了得知能操控動物意識的公式，對灰太狼下手，追問以及威脅他交出該公式，但灰太狼實不知道該公式。
灰太狼發明了《腦波儀》，該發明能使動物們進入腦的世界。由於灰太狼在第1集被狼族嚴重擊敗，五小羊們需要運用該儀器，治療灰太狼腦裡受傷的部位。同時間，慢羊羊、紅太狼、小灰灰和七大惡狼則從外界，提供物理性保護。
小羊們成功幫助灰太狼恢復後，灰太狼為了得知狼族們實質想要的東西，於是進入自己的大腦，尋找答案。當灰太狼和小羊們掉進了“潛意識深淵”，卻發現該公式和與灰太狼媽媽的記憶全部被封印。解開後，灰太狼、小羊們得知公式的用途以及銀太狼被逼離開灰太狼的傷心歷史。
灰太狼在腦內與茶太狼決鬥，但由於他打鬥後的力量承受不到他的大腦，於是昏迷不醒，但最終銀太狼突如其來的歌聲讓灰太狼醒來。